# Vengeance of the Dead
Vengeance of the Dead er en amerikansk stumfilm fra 1917 af Henry King.

## Medvirkende
- Henry King
- Lillian West som Lilas Velso
- Philo McCullough
- Edward Peters
- Daniel Gilfether